# Une femme disparaît (film, 1979)
Pour les films homonymes, voir Une femme disparaît (homonymie).
Pour plus de détails, voir Fiche technique et Distribution.
Une femme disparaît (The Lady Vanishes) est un film britannique réalisé par Anthony Page, sorti en 1979. Il s'agit du remake d'Alfred Hitchcock, Une femme disparaît réalisé quarante ans plus tôt.

## Synopsis
Fin des années 30, Allemagne : deux américains, Robert Condon et Amanda Metcalfe Madvani von Hoffstetter Kelly, remarquent la disparition d'une lady à bord d'un train. Mais aucun autre passager n'a souvenir de la femme ou de sa présence dans le compartiment voyageurs.

## Fiche technique
- Titre français : Une femme disparaît
- Titre original : The Lady Vanishes
- Réalisation : Anthony Page
- Scénario : George Axelrod, d'après le roman The Wheel Spins d'Ethel Lina White
- Musique : Richard Hartley
- Photographie : Douglas Slocombe
- Montage : Russell Lloyd
- Décors : Wilfred Shingleton
- Costumes : Emma Porteous
- Production : Tom Sachs
- Sociétés de production : The Rank Organisation & Hammer Films
- Société de distribution : Rank Film Distributors
- Pays :  Royaume-Uni
- Langue : Anglais, Allemand
- Format : Couleur - Mono - 35 mm - 2.35:1
- Genre : Policier, Comédie
- Durée : 95 min

## Distribution
- Elliott Gould : Robert
- Cybill Shepherd : Amanda
- Herbert Lom : Dr. Hartz
- Angela Lansbury : Mme Froy
- Arthur Lowe (VF : Michel Gudin) : Charters
- Ian Carmichael : Caldicott
- Gerald Harper : Todhunter
- Jenny Runacre : Mme Todhunter
- Jean Anderson : La baronne
- Wolf Kahler : Helmut

## Autour du film
- Ce film restera le dernier produit par les studios Hammer Films avant de revenir en force plus de trente ans plus tard avec Laisse-moi entrer en 2010.

## Analyse
Sur une trame pourtant très similaire, cette version diffère du film d'Alfred Hitchcock par son ton résolument léger, proche de la comédie. Sans doute influencé par les adaptations contemporaines à succès des romans d'Agatha Christie (Le Crime de l'Orient-Express, Mort sur le Nil), qui se caractérisaient aussi par leur dimension plus satirique que franchement policière, Une femme disparaît multiplie les séquences comiques et les péripéties, absentes de l'original. Cette formule n'accorda pourtant pas au film le succès nécessaire pour relancer la compagnie Hammer.
Avec ce titre, en effet, s'achève durablement toute production cinématographique des studios anglais. Ces derniers ne connaîtront, pendant la décennie suivante, qu'un modeste sursis grâce à la télévision.